# A State of Trance 2014
A State of Trance 2014 es un álbum recopilatorio del disc jockey holandés Armin van Buuren. Fue lanzado el 28 de marzo de 2014 a través de la discográfica Armada Music. Es la compilación de 35 tracks creados por varios de los productores de trance más populares del 2013-2014.

## Lista de canciones
| Disco 1 |                                          |                                          |          |  |
| N.º     | Título                                   | Artista                                  | Duración |  |
| 1.      | «Medusa» (Intro Mix Edit)                | Adam Szabo & Willem de Roo               | 3:15     |  |
| 2.      | «Burn the Sun»                           | Tommy Johnson Feat. Nanje Nowack         | 3:31     |  |
| 3.      | «My Heaven»                              | Alex M.O.R.P.H. feat. Natalie Gioia      | 3:42     |  |
| 4.      | «Athena»                                 | Dart Rayne & Yura Moonlight              | 3:48     |  |
| 5.      | «Once Lydian»                            | Andrew Bayer                             | 3:11     |  |
| 6.      | «End Of The Road» (Hazem Beltagui Remix) | Aly & Fila feat. Jaren                   | 4:14     |  |
| 7.      | «Forever»                                | Bogdan Vix & Renee Stahl                 | 3:43     |  |
| 8.      | «Back To You» (Wach Remix)               | Fabio XB & Liuck feat. Christina Novelli | 3:29     |  |
| 9.      | «Goodbye»                                | Andrew Rayel feat. Alexandra Badoi       | 3:00     |  |
| 10.     | «Haunted»                                | MaRLo feat. Jano                         | 3:34     |  |
| 11.     | «Between Empires (Radio Edit)»           | Soarsweep                                | 3:34     |  |
| 12.     | «Decibels»                               | Craig Connelly feat. Bo Bruce            | 4:2      |  |
| 13.     | «U» (Bryan Kearney Remix)                | Gareth Emery feat. Bo Bruce              | 4:12     |  |
| 14.     | «Music Is More Than Mathematics»         | Protoculture                             | 3:01     |  |
| 15.     | «Lekker»                                 | Max Graham & Maarten De Jong             | 3:49     |  |
| 16.     | «Destino»                                | Markus Schulz                            | 4:39     |  |
| 17.     | «RAMelia»                                | RAM feat. Susana                         | 3:25     |  |

| Disco 2 |                                     |                                               |          |  |
| N.º     | Título                              | Artista                                       | Duración |  |
| 1.      | «EIFORYA» (Simon O'Shine Remix)     | Armin van Buuren & Andrew Rayel               | 2:47     |  |
| 2.      | «The Late Anthem»                   | Orjan Nilsen                                  | 2:25     |  |
| 3.      | «Quantum»                           | Alexander Popov                               | 3:01     |  |
| 4.      | «Phoenix»                           | Eximinds                                      | 3:41     |  |
| 5.      | «Empire Of Hearts»                  | Gaia (dúo)                                    | 3:16     |  |
| 6.      | «Kingdom Of Dreams»                 | RAM                                           | 3:44     |  |
| 7.      | «Mythology»                         | Type 41                                       | 3:47     |  |
| 8.      | «Visions»                           | MaRLo                                         | 3:21     |  |
| 9.      | «Oblivion»                          | Inge Bergmann                                 | 3:06     |  |
| 10.     | «Carthage»                          | Wach                                          | 3:34     |  |
| 11.     | «New Horizons»                      | Jorn van Deynhoven                            | 3:27     |  |
| 12.     | «Stole the Sun»                     | Dart Rayne & Yura Moonlight feat. Katty Heath | 4:15     |  |
| 13.     | «Marathon»                          | Simon O'Shine & Adam Navel                    | 4:23     |  |
| 14.     | «Blackout»                          | Allen Watts                                   | 2:55     |  |
| 15.     | «Sinren's Song»                     | James Dymond                                  | 3:26     |  |
| 16.     | «Shine»                             | John Askew                                    | 4:15     |  |
| 17.     | «Save My Night» (Allen Watts Remix) | Armin van Buuren                              | 3:07     |  |
| 18.     | «Ping Pong»                         | Armin van Buuren                              | 2:59     |  |